# Franciszka Themerson
Franciszka Themerson (28 de junho de 1907 - 29 de junho de 1988) foi uma pintora, ilustradora, cineasta e cenógrafa polaca.

## Biografia
Filha do artista, Jakub Weinles, Themerson nasceu em Varsóvia em 1907. Ela se formou na Academia de Belas Artes de Varsóvia com grande distinção, em 1931. De 1938 a 1940, ela viveu em Paris, e depois de 1940 se mudou para Londres, onde viveu até sua morte em 1988. Atuou principalmente pintora, embora, ao longo de sua vida, tenha trabalhado em vários outros campos das artes visuais: ilustração, cenografia e design gráfico. 
Ela colaborou com o marido, o escritor Stefan Themerson, em filmes experimentais como: Apteka [Farmácia] (1930), Europa (1931–1932), Drobiazg Melodyjny [Momento Musical] (1933), Zwarcie [Short Circuit] (1935) e Przygoda Czlowieka Poczciwego [As aventuras de um bom cidadão] (1937), apenas o último dos quais sobrevive, juntamente com dois filmes que fizeram juntos na Grã-Bretanha, Calling Mr Smith (1943), um relato das atrocidades nazistas na Polônia e The Eye and the Ear (1944/45), sobre a visualização da música. Uma refilmagem de Europa foi feito na Polônia na década de 1980 e uma cópia incompleta do filme original foi encontrada em um arquivo em Berlim em 2019.
Themerson ilustrou os livros para crianças escritos por seu marido e outros, e em 1948 fundou com ele a editora Gaberbocchus Press, da qual foi diretora de arte. A editora teve seu nome inspirado no personagem " Jabberwocky ", de "Alice" de Lewis Carroll, cunhada pelo tio de Carroll, Hassard Dodgson . Em 31 anos, a Gaberbocchus Press publicou mais de sessenta títulos, incluindo obras de Alfred Jarry, Kurt Schwitters, Bertrand Russell e os próprios Themersons. O Ubu Roi de Alfred Jarry foi sua principal publicação, publicada em muitas edições e ainda impressa. A edição de Gaberbocchus é uma evocação mais adequada do espírito da fábula grotesca de Jarry. O texto, escrito à mão diretamente em placas litográficas da tradutora Barbara Wright - intercalado com as ilustrações em lápis de cera de Themerson - é impresso em páginas amarelas. Seu trabalho como ilustradora contribuiu para a originalidade autográfica do design dos livros da editora. Além de aparecer em muitas revistas em todo o mundo, várias colecções de seus desenhos foram publicadas como livros: Quarenta Desenhos para Amigos, Londres 1940-42 (1943), The Way It Walks (1954), Traces of Living (1969) e Music (1998).
Os desenhos teatrais de Themerson incluiram produções de marionetas de Ubu Roi, Ubu Enchainé e Threepenny Opera , feitas principalmente para o Marionetteatern em Estocolmo, nos anos 1960, que percorreu o mundo inteiro por décadas, e foram premiadas com elogios internacionais. Muitos deles foram exibidos no Teatro Nacional em 1993. 
Suas principais exposições individuais - de pinturas e desenhos - incluem as da Gallery One, em 1957 e 1959; Galerias Drian, 1963; Zachęta, Varsóvia, 1964; Nova Galeria, Belfast, 1966; Demarco, Edimburgo, 1968; Uma retrospectiva na Whitechapel Art Gallery, 1975; Gruenebaum, Nova York, 1978; Łódź, Varsóvia, Wrocław, 1981-1982; Nordjyllands Kunstmusum, Aalborg, 1991; Gardner Center, Universidade de Sussex, 1992; Gdańsk, 1993; Galeria Redfern, 1993; Teatro Nacional, 1993; Royal Festival Hall, 1993. Cartas não publicadas, Museu Imperial da Guerra em 1996; Kordegarda, Varsóvia, 1998; Art First, Londres, 1999 e 2001; CK Zamek, Poznań, 2004; Europe House, Londres, 2013; GV Art Gallery, Londres 2013; Muzeum Sztuki źódź, 2013. 
Uma colecção de cartões de felicitações de Themersonestão no acervo da Biblioteca Nacional da Polônia .

## Obra Ilustrada (Gaberbocchus Press)
- Esopo, The Eagle & the Fox & The Fox & the Eagle: duas versões semanticamente simétricas e um aplicativo revisado (desenvolvido por Stefan Themerson). 1949
- Stefan Themerson e Barbara Wright. Rouse constrói sua casa . 1950. (Tradução de uma história para crianças Pan Tom buduje dom, de Stefan Themerson, com 122 desenhos de Franciszka. Versão polonesa original publicada em Varsóvia, 1938. ) Tate 2013.
- Stefan Themerson. Wooff Wooff, ou quem matou Richard Wagner? . Uma novela com desenhos de Franciszka Themerson. 1951
- Alfred Jarry. Ubu Roi. Drama em cinco atos, seguido pela canção de desembrulhar. Primeira tradução para o inglês e prefácio de Barbara Wright. Desenhos de Franciszka Themerson. 1951
- Bertrand Russell. O alfabeto do bom cidadão . Uma aventura de mau humor. Ilustrado por Franciszka Themerson. 1953 Tate 2017.
- Stefan Themerson. Palestra do Professor Mmaa, Um romance de insetos . Prefácio de Bertrand Russell. Ilustrado por Franciszka Themerson. 1953
- Stefan Themerson. As aventuras de Peddy Bottom. Uma história ilustrada por Franciszka Themerson. 1954
- Raymond Queneau. O cavalo de Tróia e na borda da floresta. Traduzido por Barbara Wright. frontispice por Franciszka Themerson. 1954 Black series no.2
- Franciszka Themerson. A maneira como anda. Um livro de desenhos animados. 1954 Série negra no.3
- CH Sisson. Versões e perversões de Heine . Versão em inglês de 14 poemas políticos de Heinrich Heine. 1955 Série negra no.4
- O Gaberbocchus Independent . Broadsheet sobre Gaberbocchus com extratos de livros e resenhas. 1955
- Stefan Themerson. fator T. Um ensaio sobre a natureza humana e outro sobre crenças, concluído com a Sonata Semântica e um índice. desenhos de Franciszka Themerson. 1956 Série negra nos.8-9s.
- A primeira dúzia por vários autores . (A série negra em um único volume) 1958
- Harold Lang e Kenneth Tynan. A busca por Corbett. Escrito para rádio. Apresentação por Franciszka Themerson. 1960
- Anatol Stern. Europa. Reprodução fac-símile de um dos primeiros poemas futuristas poloneses, 1925. Traduzido do polonês por Michael Horovitz e Stefan Themerson. ilustrado com fotos do filme perdido de Themersons de 1932. 1962
- Bertrand Russell. História do Mundo em Epítome (Para uso em escolas infantis de Marte) . 1962
- Franciszka e Stefan Themerson. Entretenimento Semântico. 1962
- Stefan Themerson. Bayamus e o Teatro de Poesia Semântica . Um romance semântico. 1965
- Franciszka Themerson. Traços de vida . Desenhos. 1969
- Stefan Themerson. Filial Especial. Um romance. 1972
- Stefan Themerson. São Francisco e o lobo de Gubbio, ou costeletas de cordeiro do irmão Francis. Uma ópera . 1972
- Stefan Themerson. Lógica, Etiquetas e Carne. 11 ensaios. 1974
- Stefan Themerson. O desejo de criar visões. Ensaio sobre filme. 1983
- Nicholas Wadley, org. Os Desenhos de Franciszka Themerson, 1991
- Stefan Themerson. Poemas Coletados . 1997
- Franciszka Themerson & Stefan themerson, Cartas não publicadas. correspondência, diários, desenhos, documentos 1940-42 . Gaberbocchus e De Harmonie . 2013

## Outras Obras Ilustradas
- May d 'Alençon, Tricoti Tricota . (como Françoise Themerson). Paris. 1939
- May d 'Alençon, Le Cochon Aerodynamique . (como Françoise Themerson). Paris. 1939
- Quarenta desenhos para amigos   : Londres 1940-1942, impressão privada. 1943
- Mary Fielding Moore: o leão que comeu tomates e outras histórias . Sylvan Press. 1945
- Lewis Carroll, através do espelho e o que Alice encontrou lá, 1946 (publicado pela primeira vez Inky Parrot Press. 2001).
- Meu primeiro livro infantil . George G. Harrap & Co., 1947; Tate 2008.
- Ronald Bottrall, The Palissades of Fear . Edições Poesia London . 1949
- Esopo, A Águia e a Raposa, e a Raposa e a Águia. Gaberbocchus 1949
- Stefan Themerson, Sr. Rouse constrói sua casa . Gaberbocchus. 1950
- Stephen Leacock, O unicórnio Leacock . Hutchinson, 1960.
- Franciszka Themerson, UBU. uma história em quadrinhos, Bobbs-Merrill, Nova York, 1970 (outras, edições traduzidas, 1983-2014)
- Franciszka Themerson, Londres 1941-42 . impressão privada 1987
- Franciszka Themerson, Música. Um conjunto de desenhos. Arquivo Themerson. 1998.
- Franciszka Themerson, Uma visão do mundo: Desenhos de Franciszka Themerson. Publicações obscuras. 2001 [4]
- Stefan Themerson (trad. Barbara Wright), Fragments from Darkness . Publicações obscuras. 2001. [6]
- Stefan Themerson, A mesa que fugiu para a floresta . Tate 2012

## Exposições
- London Group, New Burlington Galleries, Fevereiro-Março 1951
- Arts Society of Paddington: Exhibition of Paintings and Sculpture by Contemporary Paddington Artists — Odeon Cinema, Edgware Road, Londres, 2–14 Julho 1951
- Exhibition of Paintings by Franciszka Themerson, Watergate Theatre Club, Londres, 11 Setembro – 8 Outubro 1951
- Londres Group, New Burlington Galleries, em 24 Novembro 1951
- Londres Group, Abril 1952
- Les Éditions de Gaberbocchus, La Hune, Paris, Fevereiro – Março 1956
- Recent Paintings por Franciszka Themerson, Gallery One, Londres, 1 – 20 Fevereiro 1957
- Uma selecção de John Moores Liverpool Exhibition, RWS Galleries, Londres, 12 – 22 Fevereiro 1958
- New Paintings por Franciszka Themerson, Gallery One, Londres, 12 Maio – 6 Junho 1958
- Paintings por Franciszka Themerson, Gallery One, Londres, 12 Maio -7 Junho 1959
- Women’s International Art Club, RBA Galleries, Londres, 19 Janeiro – 3 Fevereiro 1961
- Drian Artists, Drian Galleries, Londres, 2 – 19 Janeiro 1963
- Retrospectiva de Pinturas por Franciszka Themerson, Drian Galleries, Londres. 10 Setembro – 7 Outubror 1963
- Franciszka Themerson: malarstwo i rysunek, Zachęta, Warsaw, Fevereiro 1964
- Drian Artists 1964 exibição, Drian Galleries, Londres, Janeiro 1964
- Franciszka Themerson och Kung Ubu, Marionetteatern Konstframjandet, Estocolmo, 7 – 29 Novembro 1964
- Franciszka Themerson desenhos, Marjorie Parr Gallery, London, 8 – 28 Abril 1965
- group H, thirty fifth exhibition, Better Books, Londres, Julho 1965
- Joseph Lacasse, Douglas Portway, Cecil Stephenson, Franciszka Themerson, Drian Galleries, London, 6 September – 10 October 1965
- The Second Ind Coope Art Collection, touring exhibition, 1965
- Franciszka Themerson Paintings, New Gallery, Belfast, 24 January - 26 February 1966
- group H, thirty-sixth exhibition, Drian Galleries, London, 4–21 October 1966
- British Drawing Today, ICA, London, 15 April - 6 May 1967
- I Musici di Franciszka Themerson, Il Vicolo Galleria D’Arte, Genoa, 13–31 January 1968
- Cybernetic Serendipity, designed by Franciszka Themerson, ICA, London, 2 August - 20 October 1968
- Franciszka Themerson, James Morrison, Alexander Cree, Richard Demarco Gallery, Edinburgh, 6 – 27 November 1968
- Franciszka Themerson, It all depends on the point of view, Whitechapel Art Gallery, London, 9 September – 19 October 1975
- Prunella Clough, Adrian Heath, Jack Smith, Franciszka Themerson — Sunderland Arts Centre, 14 November - 6 December 1977
- Franciszka Themerson, paintings, drawings and theatre design, Gruenebaum Gallery, New York, 7 December - 7 January 1978
- Z kolekcji Haliny Nałęcz z Londynu – Muzeum Narodowe, Warsaw, January – February 1978
- Fantastiska figurer – Liljevalchs Konsthall, Stockholm, 1 June – 16 September 1979
- Impasses – Galerie L’Ollave, Lyon, 6–22 March 1980
- Stefan i Franciszka Themerson, Visual Researches – Muzeum Sztuki w Łodzi and tour, 1982
- Presences Polonaises – Centre Georges Pompidou, Paris, 23 June – 26 September 1983
- Constructivism in Poland 1923 to 1936 – Kettle’s Yard Gallery, Cambridge, 25 February - 8 April 1984; Riverside Studios, London, April–May 1984
- Painters in the Theatre – Gillian Jason Gallery, London, 23 November – 22 December 1988
- Ubu Cent Ans de Règne – Musée-Galerie de la Seita, 12 May – 12 June 1981
- Minnesutställning : Themersons – Marionettmuseet, Stockholm, 15 May – 14 June 1989
- Franciszka Themerson, Stefan Themerson – Galeria Stara, Lublin, December 1990 – January 1991
- Dziedzictwo – Galeria Kordegarda, Warsaw, September 1991
- The Drawings of Franciszka Themerson (retrospective exhibition) – Nordjyllands Kunstmuseum, Aalborg, 6 September – 17 November 1991
- Franciszka Themerson Drawings – Gardner Centre, University of Sussex, Falmer, 1 – 28 October 1992
- Polish Roots British Soil, artists of Polish origin working in Britain – City Centre, Edinburgh, 2 April – 22 May 1993
- Festival: The World According to the Themersons (Świat według Themersonów) — Gdańsk, 26–29 May 1993
- Franciszka Themerson, Figures in Space — Redfern Gallery, London, 8 June - 15 July 1993
- Franciszka Themerson Designs for the Theatre — Olivier Foyer, Royal National Theatre, London, 9 August - 25 September 1993
- Lines from Life, the art of Franciszka Themerson — Foyer Galleries, Level 2, Royal Festival Hall, London, 9 \august – 25 September 1993
- The Themersons and the Gaberbocchus Press, an Experiment in Publishing 1948-1979 — La Boetie, New York, 14 October - 15 January 1993
- Gaberbocchus Press — The Poetry Library, Royal Festival Hall, London, 15 November - 12 December 1993
- Franciszka and Stefan Themerson in Time and in Space, books, photograms, films 1928 - 1988 — Centrum Sztuki Współczesnej, Zamek Ujazdowski, Warsaw, 23 November - 30 December 1993
- Franciszka Themerson i Teatr — Galeria ‘Pałacyk’ im. Tadeusza Kulisiewicza, Warsaw, 13–22 December 1993
- The Themersons and the Gaberbocchus Press — an Experiment in Publishing 1948-1979 — bNO (beroepsvereninging Nederlandse Ontwerpers), Amsterdam, 29 April - 20 May 1994
- Another Reading – art inspired by the written word — Jason Rhodes, London, 30 November 1994 - 30 January 1995
- Gaberbocchus Press, un éditeur non conformiste 1948-1979 — Galerie Colbert, Bibliothèque nationale de France, Paris, 23 January - 24 February 1996
- Franciszka Themerson: Unposted Letters 1940-42 — Imperial War Museum, London, 15 Fevereiro - 8 Abril 1996
- The Gaberbocchus Press of Stefan & Franciszka Themerson — Galerie Signe, Heerlen, The Netherlands, 29 August - 27 September 1998
- Franciszka Themerson: Białe Obrazy / White Paintings — Galeria Kordegarda, Warsaw, 18 Dezembro 1998 - 17 Janeiro 1999
- Franciszka Themerson: Why is the mind in the head? — Art First, London, 13 Janeiro - 11 Fevereiro 1999
- UBU in UK — The Mayor Gallery, London, 20 July - 15 Setembro 2000
- Franciszka Themerson: What shall I say? — Art First, London, 2–19 April 2001
- Wyspy Themersonów w Poznaniu, Zamek i Galeria Oko/Ucho, Poznań, 21 Outubro - 14 Novembro 2004
- Franciszka Themerson: Ubu Król / Drawings for Ubu Roi — Galeria Oko Ucho, Poznań, 21 Outubro – 14 Novembro 2004
- Lightbox: Stefan & Franciszka Themerson, Tate Britain, London, 2 Maio - 28 Junho 2009
- Themerson & Themerson, two exhibitions — Muzeum Mazowieckie, Płock, 13 Setembro - 2 Dezembro 2012
- The Themersons and the Avant-Garde, Muzeum Sztuki w Łodzi, 22 February - 5 Maio 2013
- Franciszka Themerson, a European Artist — 12 Star Gallery, Europe House, London, 19 Fevereiro - 8 Março 2013
- Franciszka Themerson, Why is the Mind in the Head?, GV Art, Londres, 11–20 Outubro 2013
- Dni Themersonów w Warszawie (The Themerson Days in Warsaw), 21–23 Novembror 2013
- Ubu według Themersonów (Ubu according to the Themersons), Książnica Płocka, Płock, Outubro 2013
- Franciszka & Stefan Themerson: Books, Camera, Ubu — Camden Arts Centre, Londres, Março 23 Março – 5 June 2016
- Franciszka Themerson, Lines and Thoughts — l’étrangère, Londres, 4 Novembro – 16 Dezembro 2016
- Franciszka Themerson & UBU — Richard Saltoun Gallery, Londres, 21 July - 15 Setembro 2017
- FT & it’s in SW19, Norman Plastow Gallery, Wimbledon, Londres, 29 Setembro - 10 Outubro 2017
- Franciszka Themerson Lifelines — Centre for Contemporary Art, Łaźnia, Gdańsk, 12 Julho – 13 Outubro 2019